# Clube Ciclista Burunda
O Clube Ciclista Burunda é uma sociedade de Alsasua (Navarra, Espanha) que tem como âmbito de atuação o ciclismo. O clube, um dos mais importantes da comunidade foral, conta com equipas ciclistas em todas as categorias do ciclismo de base: alevines e infantis (escolas), cadetes, juvenis e aficionados (elite e sub'23).
As equipas das diferentes categorias tomam diferentes nomes em função do seu patrocinador, sendo o mais importante de todos eles a Caja Rural de Navarra, patrocinador da equipa amador. Esta Caja Rural não se deve confundir com outra Caja Rural amadora estabelecidos em outras comunidades autónomas e patrocinados por outras Caixas Rurais.

## Caja Rural profissional
A partir do 2010 tem também uma equipa profissional, patrocinado também pela Caja Rural, e que em seu ano de criação foi de categoria Continental. Ao invés da sua trajectória nos últimos anos como equipa amadora convindo da Fundação Euskadi (gestora do Euskaltel-Euskadi), a nova Caja Rural profissional atuaria de forma totalmente independente e sem se vincular nem à Fundação Euskadi nem ao Caisse d'Epargne dirigido pelo navarro Eusebio Unzué (equipa e director da Navarra onde também é a Caja Rural), ainda que não renuncia a realizar colaborações pontuais com qualquer deles. Depois desse primeiro ano no que conseguiram 5 vitórias ascenderam à categoria Profissional Continental o que lhes dá opção a correr a Volta a Espanha entre outras carreiras mundiais de máximo nível.